# Parafia Wniebowzięcia Najświętszej Maryi Panny w Sokółce
Parafia pw. Wniebowzięcia Najświętszej Maryi Panny w Sokółce – rzymskokatolicka parafia należąca do dekanatu Sokółka, archidiecezji białostockiej, metropolii białostockiej.

## Historia parafii
W dniu 1 grudnia 2002 r. ks. abp metropolita białostocki Wojciech Ziemba erygował parafię pw. Wniebowzięcia NMP, a pierwszym proboszczem został ks. Adam Baranowski. W roku 2003 zbudowano tymczasową kaplicę, która stała się centrum religijnym nowej parafii. 

## Miejsca święte
Kościół parafialny
Jesienią 2007 r. rozpoczęto budowę kościoła na placu zakupionym od Urzędu Miasta. Projekt świątyni parafialnej wykonali inż. arch. Karol Skupień i Tomasz Jacyniewicz. Pierwszą Mszę św. w murach wznoszonej świątyni odprawił abp Stanisław Szymecki z okazji peregrynacji obrazu Jezusa Miłosiernego w dniu 6 maja 2008 roku. W dniu 12 października 2008 r. wmurowano kamień węgielny.
Kościoły filialne i kaplice
Kaplica szpitalna pw. Matki Bożej Ostrobramskiej w Sokółce

## Zasięg parafii
W granicach parafii znajdują się miejscowości
- Bachmatówka (8 km),
- Geniusze (6),
- Igryły kol. I i II (5),
- Kundzicze (6),
- Kuryły (3),
- Maślanka (5),
- Miejskie Nowiny (5),
- Słojniki (7),
- Stodolne (7),
- Tartak (6),
- Wierzchjedlina (7),
- Wierzchłowce (7),
- Wysokie Laski (8),
- Zamczysk (8)
- Zawistowszczyzna (4)

oraz ulice w Sokółce
- Armii Krajowej,
- Batorego,
- Białostocka,
- Królowej Bony,
- Dąbrowskiego,
- Dolna,
- Drzewna,
- Górna,
- Jodłowa,
- Konopnickiej,
- Krasickiego,
- Krucza,
- Leśna,
- 3 Maja,
- Modrzewiowa,
- Mościckiego,
- Mikołajczyka,
- Niemena,
- Osieckiej,
- Ogrodowa,
- Piaskowa,
- Pogodna,
- Północna,
- Roski Małe,
- Sienna,
- Sikorskiego,
- Skłodowskiej,
- Szkolna,
- Tarasiewicza,
- Targowa,
- Traugutta,
- Turystyczna,
- Warszawska,
- Wiosenna,
- Witosa,
- Zabrodzie
- Zygmunta Starego